# Juan de Herrera

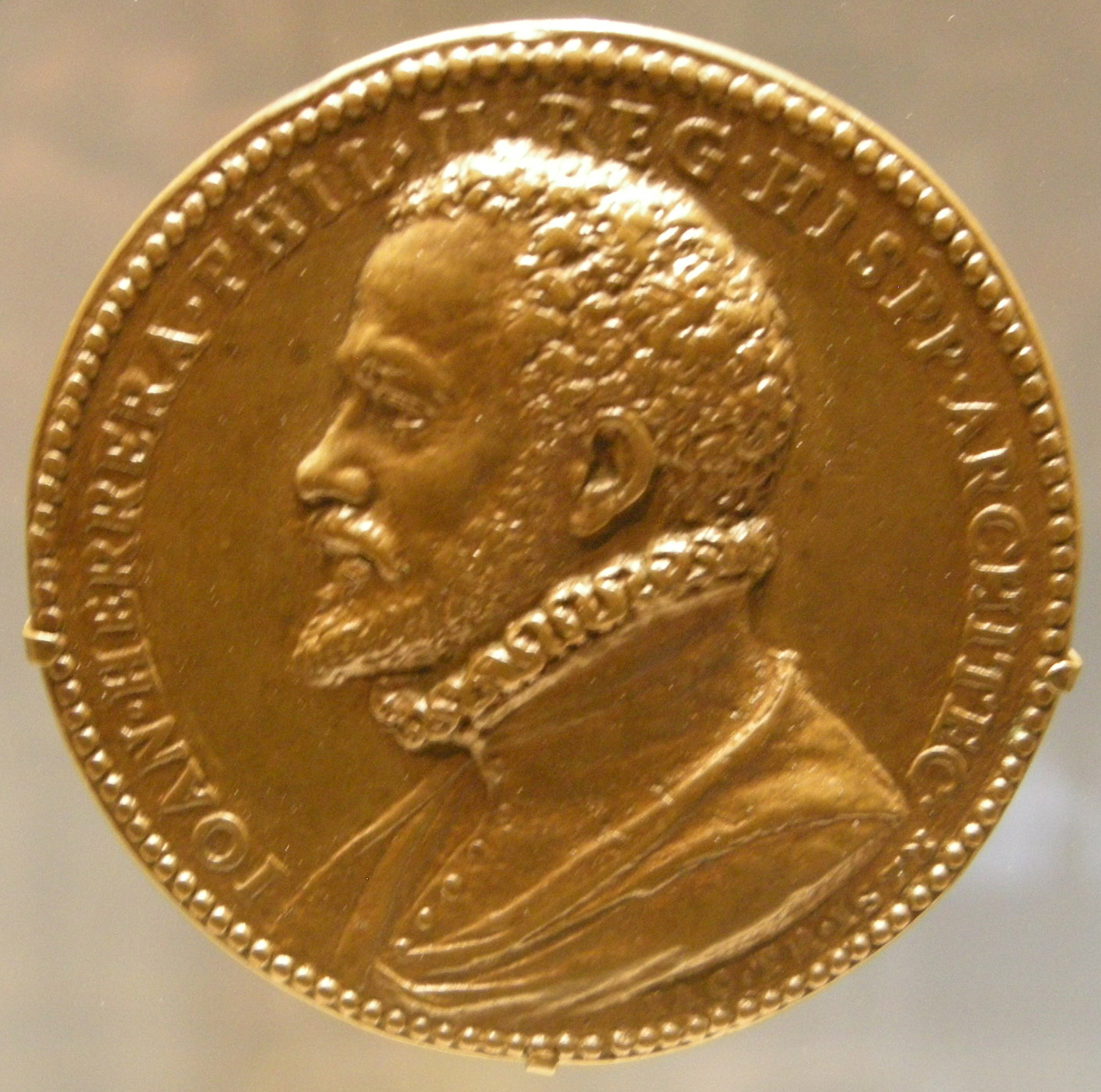
Zeitgenössisches Münzporträt von Juan de Herrera (1578)

Juan de Herrera (* 1533 in Movellán, Kantabrien; † 15. Januar 1597 in Madrid) war ein spanischer Architekt, Mathematiker, Naturwissenschaftler und Gelehrter. Er gilt als maßgeblicher Erbauer der Klosteranlage El Escorial bei Madrid.

## Leben und Werk

### Herkunft, Jugend, Militär
Juan de Herrera wurde als uneheliches Kind in eine Familie wohlhabender kantabrischer Kleinadeliger geboren. Sein Vater Pedro Gutiérrez de Herrera (* ca. 1460) heiratete nach dem Tod seiner Ehefrau Juans Mutter María Fernández und starb um 1536, als Juan drei oder vier Jahre alt war. Juan de Herrera war hierdurch zwar legitimiert, wurde aber in der Familie nicht anerkannt und musste später um sein Erbe prozessieren.
Als 14-Jähriger verließ Herrera 1547 sein Vaterhaus. Er schloss sich im Herbst 1548 in Barcelona dem Gefolge des Kronprinzen Philipp an, des späteren spanischen Königs Philipp II., und begleitete ihn als einfacher sillero (jugendlicher adliger „Mitesser“) auf seiner Reise nach Italien, Flandern und Deutschland, wo ihn sein Vater Karl V. als Nachfolger präsentieren wollte. Herrera kam auf dieser Reise, von der er 1551 zusammen mit dem Prinzen zurückkehrte, mit den damals in Europa aktuellen künstlerischen und geistigen Strömungen in Kontakt und erweiterte seinen Bildungshorizont. Eine feste Stellung erhielt er jedoch nicht und musste den Hof in Valladolid nach der Rückkehr nach Spanien wieder verlassen.
1552 trat er in die spanische Armee ein und zog 1553 mit einer Kompanie Soldaten nach Italien, wo er als berittener Arkebusier in die Leibgarde des kaiserlichen Condottiere Ferrante Gonzaga aufgenommen wurde und an Kämpfen in Piemont teilnahm. Im Frühjahr 1554 wurde Ferrantes Heer nach Flandern gerufen und nahm unter Führung Karls V. an Kämpfen gegen französische Invasionstruppen teil. Es war der letzte persönliche militärische Einsatz Kaiser Karls. Nach erfolgreicher Abwehr zog sich der Kaiser nach Brüssel zurück. Ferrantes Verband wurde aufgelöst und Herrera der Leibwache des Kaisers zugewiesen. Er begleitete Karl nach seiner Abdankung auf der Rückreise nach Spanien 1556 und soll ihm älteren Annahmen zufolge auch ins Kloster von Yuste gefolgt sein, was neuere Untersuchungen allerdings in Zweifel ziehen, da die Leibwache wohl vor dem Einzug ins Kloster aufgelöst wurde.

### Am Hof Philipps II.
Nach dem Tod Kaiser Karls trat er 1558 in die Dienste Philipps II., für dessen Hof er während seiner gesamten beruflichen Laufbahn tätig blieb. Um 1562 war er einer der Lehrer des Prinzen Don Carlos. Für die Ausbildung des Thronfolgers kopierte er unter anderem mehrere astronomische Lehrbücher, darunter das Libro del Saber de Astronomia aus der alfonsinischen Übersetzerschule von Toledo des 13. Jahrhunderts.

### Architektonisches Wirken

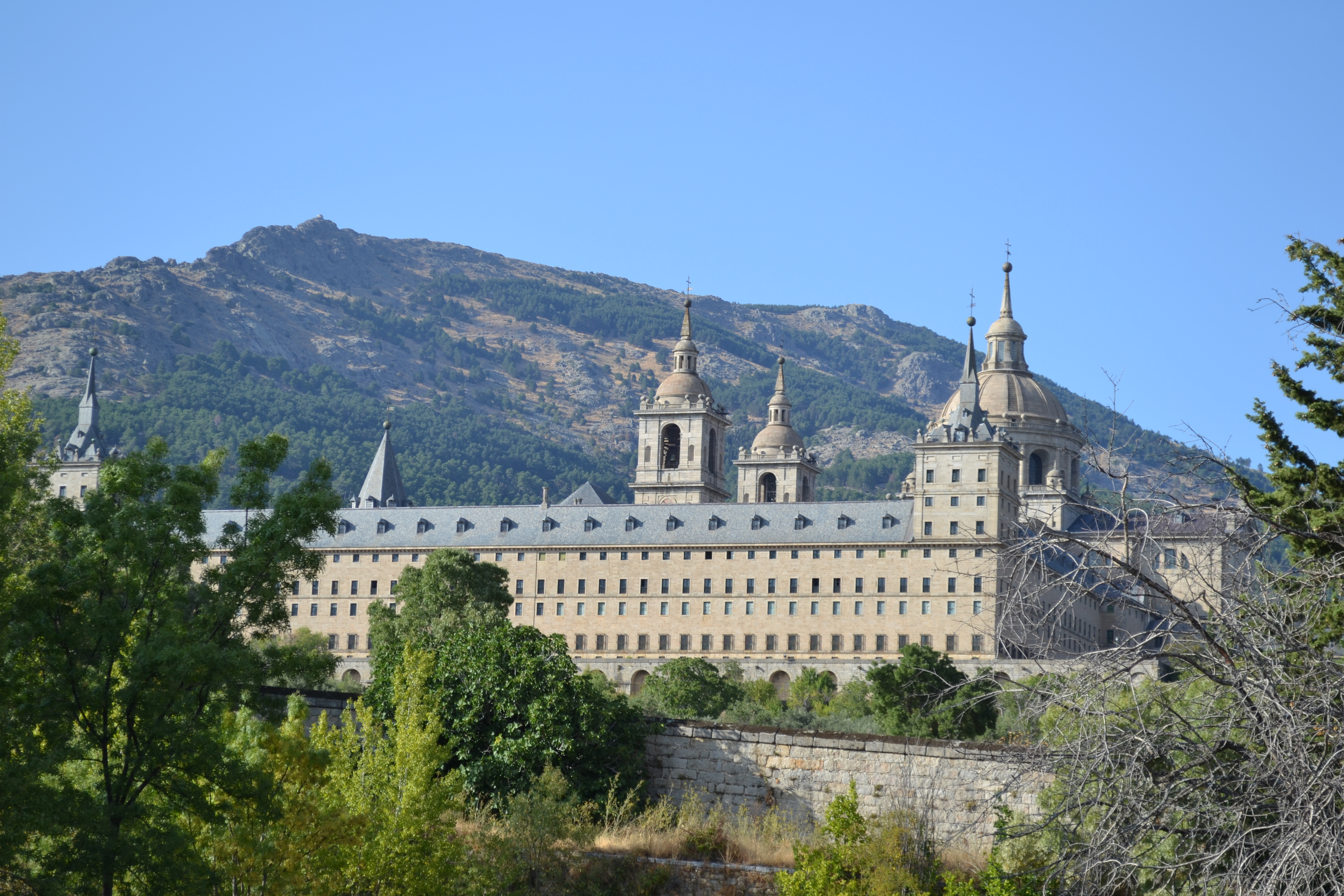
Südseite von El Escorial

Seine Bautätigkeit begann er 1561 als Gehilfe des Hofbaumeisters Juan Bautista de Toledo beim Bau der königlichen Palastanlage von Aranjuez südlich von Madrid, die er später allein vollendete. Ab Februar 1563 arbeitete Juan de Herrera im Auftrag des Königs unter der Leitung Toledos am Bau der monumentalen Klosteranlage Real Monasterio de El Escorial im Bergland vor Madrid. Zunächst beteiligte er sich an Planungsarbeiten und vertiefte sein architektonisches Wissen. Herrera war ein begnadeter Zeichner und viele seiner Entwürfe sind erhalten. Von dem schwer erkrankten Toledo, der 1567 starb, übernahm er schließlich die alleinige Bauausführung. Ein gegenüber der ursprünglichen Planung veränderter und erweiterter Grundriss der Kirche im Zentrum der Klosteranlage und die Ausschmückung des Kirchenraums gelten als sein eigenständiges Werk. Auch die ornamentfreie Gestaltung der riesigen Fassadenflächen wird im Wesentlichen auf Herrera zurückgeführt, der nun neben der Arbeit am Escorial auch zahlreiche weitere Bauprojekte durchführte. Ab 1572 übernahm er offiziell die Leitung des Baus und vollendete die Anlage 1584.
Der strenge Baustil des Komplexes wurde in Spanien nach ihm als „Herrera-Stil“ benannt. Seit 1579 amtierte Herrera als Bauinspektor der spanischen Krone, was zur raschen Ausbreitung des von ihm mitgeprägten Escorial-Stils in ganz Spanien beitrug.

### Wissenschaftliches Wirken

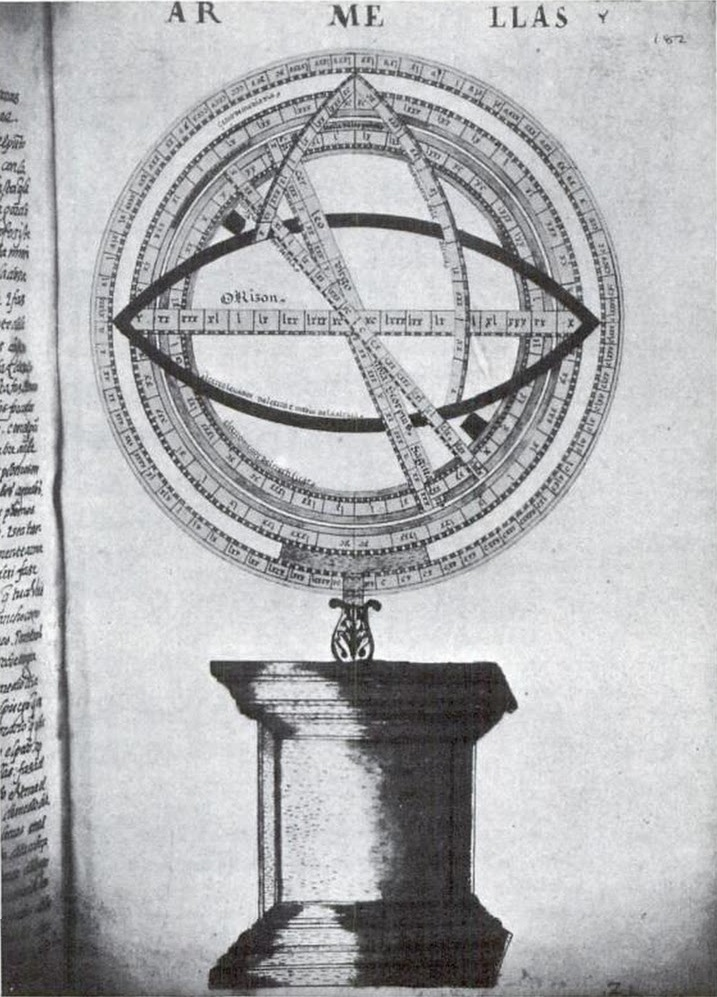
Eigenhändige Zeichnung Herreras aus einem seiner astronomischen Traktate zeigt eine Armillarsphäre

1583 gründete er die Academia de Matemáticas y Delineación („Akademie für Mathematik und technisches Zeichnen“, Vorläuferin der spanischen Akademie der Naturwissenschaften) und wurde ihr erster Direktor. Herrera war besonders an klassischen Wissenschaften wie Astronomie, Mathematik und Physik interessiert und Anhänger neuplatonischer Philosophie. Ein besonderes Verhältnis wird ihm zum Denken des mittelalterlichen katalanischen Philosophen Ramon Llull nachgesagt. Herrera wird auch eine „Abhandlung über die Würfelfigur“ (Discurso sobre la figura cúbica) zugeschrieben, die seine ausgezeichneten Kenntnisse der Geometrie belegt. Aber auch Alchemie und Materialkunde interessierten ihn. „Als typischer Renaissancemensch interessierte er sich für alle Erscheinungsformen des Intellekts: Mathematik, Philosophie, Kunst usw. Sein Geist war für Neues immer aufgeschlossen“, fasst die Biogramm-Autorin Esther Alegre (MCN Biografías) zusammen. Insgesamt war sein Wissenschaftsbegriff trotz breiter theoretischer Interessen eher praktisch und anwendungsbezogen ausgerichtet. Schon in den 1560er Jahren war er durch die Entwicklung eines verbesserten metallurgischen Verfahrens zur Kupfergewinnung aufgefallen, bei der sich sein verfahrenstechnisches Verständnis und praktisches Anwendungsgeschick zeigten. Bessere Techniken zur Metallgewinnung waren für das neu eroberte Kolonialreich in Übersee, aus dem hauptsächlich Edelmetalle zurückflossen, außerordentlich gefragt.

### Lebensende
Aufgrund einer schweren Erkrankung verbrachte er seine letzten Lebensjahre ab 1594 zurückgezogen in seinem Haus in Madrid. Nach seinem Tod 1597 wurde er in der Servitenkirche San Nicolás in Madrid bestattet. Seinem testamentarischen Wunsch entsprechend wurden seine sterblichen Überreste später in seine kantabrische Heimat überführt.

### Nachleben
Der vielseitig interessierte Juan de Herrera war abseits seiner architektonischen Projekte auch schriftstellerisch aktiv. Neben seinen zahlreichen Bauwerken und Entwürfen hinterließ er Lehrbücher, wissenschaftliche Traktate, militärhistorische Abhandlungen und Erinnerungsschriften. Er gilt als der bedeutendste Renaissance-Architekt Spaniens und erbaute außer dem Escorial und dem Königspalast von Aranjuez (eines der Residenzschlösser der Könige von Spanien) unter anderem das Rathaus und die Renaissance-Fassade des Alcázar von Toledo (1571–1585), das heutige Gebäude des Archivo General de Indias in Sevilla (1582/83) und die Puente de Segovia (1582–1584) im Renaissanceviertel von Madrid. Die zwischen 1585 und 1589 entstandene Kathedrale von Valladolid wird gewöhnlich als sein Meisterwerk betrachtet. Einige seiner Bauten gehören heute zum UNESCO-Welterbe.